# Stanton (Tennessee)
Stanton è un comune degli Stati Uniti d'America, situato nello Stato del Tennessee, nella Contea di Haywood.